# Onthophagus urellus
Onthophagus urellus là một loài bọ cánh cứng trong họ Bọ hung (Scarabaeidae).